# Ella Wild
Ella Wild (Sankt Gallen, 6 januari 1881 – Zollikon, 4 juni 1932) was een Zwitserse journaliste. Ze was de eerste Zwitserse parlementaire correspondente.

## Biografie
Ella Wild was een dochter van August Wild, een handelaar, en van Lina Eggmann. Nadat ze taalvakanties nam in Genève en Engeland werd ze lerares aan de kantonnale school van Sankt Gallen en gaf te tevens privéonderwijs. Van 1903 tot 1908 studeerde ze geschiedenis aan de Universiteit van Zürich, waar ze tevens een doctoraat behaalde. Tijdens haar studies volgde ze ook een studieverblijf in Berlijn. In 1909 werd ze stagiaire bij de Neue Zürcher Zeitung, waarvoor ze vervolgens correspondente werd bij de gemeenteraad van de stad Zürich, de Kantonsraad van Zürich en de Kantonsraad in Bern. Van 1914 tot 1932 had ze de leiding over de economische rubriek in deze krant, die ze inhoudelijk uitbreidde en waarvoor ze meer personeel in dienst nam, net zoals ze de leiding had over de rubriek buitenlands nieuws. Als eerste parlementair correspondent opende een nieuw vakgebied voor vrouwen.